# Karatsjaj-Tsjerkessische Autonome Oblast
De Karatsjaj-Tsjerkessische Autonome Oblast (Russisch:  Карачаево-Черкесская автономная область, Karatsjajevo-Tsjekesskaja avtonomnaja oblast) was een autonome oblast in de Sovjet-Unie. De autonome oblast ontstond op 4 november 1922 uit het leefgebied van de Tsjerkessen en de Karatsjaïers. Het autonome oblast was onderdeel van de Sovjetrepubliek der Bergvolkeren, maar na de opheffing werd het autonome oblast onderdeel van de RSFSR. Op 26 april 1926 werd het gebied opgesplitst in de Karatsjaïsche Autonome Oblast en de Tsjerkessische Autonome Oblast. Deze oblasten werden in 1943 afgeschaft omdat Jozef Stalin deze volkeren ervan verdacht met de Duitse bezetter gecollaboreerd hadden.
De Karatsjaj-Tsjerkessische Autonome Oblast werd na de rehabilitatie van de Adygen, Karatsjaïers en Tsjerkessen in januari 1957 uit de RSFSR opnieuw opgericht. Op 3 juli 1991 werd de status van de autonome oblast verhoogd tot de Karatsjaj-Tsjerkessische Autonome Socialistische Sovjetrepubliek die nooit erkend werd. In 1991 werd het gebied hervormd tot de autonome republiek Karatsjaj-Tsjerkessië.